# جو یه ریم
جو یه ریم (کره‌ای: 주예림؛ زادهٔ ۱۱ اکتبر ۲۰۱۱) بازیگر کودک اهل کره جنوبی است. او حرفه بازیگری را در سال ۲۰۱۸ با مجموعه تلویزیونی معشوقه آغاز کرد و از آن زمان تاکنون در فیلم و تلویزیون فعالیت می‌کند. او به خاطر ایفای نقش به عنوان بازیگر کودک در فیلم خانه ما (۲۰۱۹) و مجموعه تلویزیونی مادر من (۲۰۱۹) شناخته می‌شود. او همچنین در فیلم مونستروم (۲۰۱۸) ایفای نقش کرده‌است.